# Contra legem
Contra legem (Latijn contra – „tegen“; lex – „wet“) is een begrip uit de rechtswetenschap. De uitdrukking betekent dat een rechterlijke beslissing — of een rechtsopvatting — in strijd is met de letterlijke tekst van een wet in formele zin.
Toen de Bredase bisschop Muskens op 2 oktober 1996 zei "dat als je zo arm bent dat je niet meer kunt leven, je een brood mag weghalen uit de winkel", was dat een rechtsopvatting contra legem, omdat diefstal voor Nederland strafbaar is gesteld in artikel 310 van het Wetboek van Strafrecht, en voor Caribisch Nederland in artikel 323 van het Wetboek van Strafrecht BES.
De definitie van het begrip contra legem kan niet los worden gezien van de begrippen marginale toetsing en exceptieve toetsing

## Nederlands recht

### 1
In de zogeheten Doorbraak-arresten
relativeerde de Hoge Raad de onschendbaarheid van de wetten. De Hoge Raad overwoog,
dat onder omstandigheden strikte toepassing van de wet, waaruit de belastingschuld rechtstreeks voortvloeit, in die mate in strijd kan komen met een of meer beginselen van behoorlijk bestuur, dat die toepassing achterwege dient te blijven;
dat in het algemeen de vraag onder welke omstandigheden dit laatste zich voordoet van geval tot geval moet worden beantwoord door afweging van het beginsel dat de wet moet worden toegepast tegen een of meer in aanmerking komende beginselen van behoorlijk bestuur;
dat het een beginsel van behoorlijk bestuur is dat de administratie verwachtingen, welke zij bij een belanghebbende ten aanzien van een door haar te volgen gedragslijn heeft opgewekt en waarop deze zich in redelijkheid tegenover haar mag beroepen, honoreert
(...)
dat derhalve, indien de belastingplichtige zich beroept op vertrouwen dat hij aan uitlatingen als hiervoor genoemd heeft mogen ontlenen, die aanslag dienovereenkomstig behoort te worden vastgesteld, ook al zou de wet de fiscus ter zake niet een bepaalde beleidsvrijheid laten.
Het arrest Harmonisatiewet bracht de positiefrechtelijke betekenis van deze relativering in beeld. Aldus Schutgens (2009).

### 2
Een definitie in de context van het recht van de Europese Unie over de betekenis van ‘contra legem’, afgezet tegen het Unierechtelijke vertrouwensbeginsel, is gegeven in de conclusie ECLI:NL:PHR:2020:615. A-G Ettema bespreekt de volgende definitie van Wiarda in relatie tot rechterlijke beslissingen:
Als werkelijk contra legem gewezen zou ik slechts die beslissingen willen beschouwen, die noch met de tekst, noch met de geschiedenis, noch met het systeem of met de strekking van de wet in overeenstemming zijn en dus duidelijk ingaan tegen hetgeen de wetgever heeft tot uitdrukking gebracht en heeft gewild, of vermoedelijk zou hebben gewild, indien het gegeven geval hem voor ogen had gestaan.

### 3
Volgens vaste rechtspraak kan in bepaalde gevallen een wettelijk rechtsmiddelenverbod worden doorbroken. De volgende doorbrekingsgronden zijn erkend:
(i) Het toepassingsbereik van een regel is miskend, doordat de rechter
- - buiten het toepassingsgebied daarvan is getreden, of

- - deze ten onrechte buiten toepassing heeft gelaten.

(ii) Bij de behandeling van de zaak is een zodanig fundamenteel rechtsbeginsel veronachtzaamd, dat niet kan worden gesproken van een eerlijke en onpartijdige behandeling van de zaak.

## EU-recht
Nationale rechters zijn verplicht om EU-recht te volgen, zelfs als dat in strijd is met hun nationale wetgeving. In sommige gevallen kunnen zij geconfronteerd worden met nationale wetten die in strijd zijn met EU-recht. In zo’n situatie moeten zij de nationale wet buiten toepassing laten. Dit wordt soms als een vorm van “contra legem” beschouwd vanuit het standpunt van de nationale wet, maar niet ten aanzien van EU-recht.
Een bekend voorbeeld hiervan is het arrest Simmenthal II (1978), waarin het Hof van Justitie van de Europese Gemeenschappen oordeelde dat nationale rechters nationale wetten die in strijd zijn met EU-recht niet mogen toepassen. Dit principe dwingt nationale rechters om in bepaalde gevallen contra legem te handelen ten opzichte van hun eigen nationale recht, als het in strijd is met de suprematie van EU-wetgeving.

## Voetnoten
1. ↑  
HR 12 april 1978, ECLI:NL:HR:1978:AC2432, NJ 1979, 533.;
HR 12 april 1978, ECLI:NL:HR:1978:AX3264, BNB 1978, 135.;
HR 12 april 1978, ECLI:NL:HR:1978:AM4447, BNB 1978, 137.
2. ↑  Artikel 131, tweede volzin, van de Grondwet (1972) luidde: "De wetten zijn onschendbaar.". In 1983 is het toetsingsverbod verhuisd naar artikel 120.
3. ↑  ECLI:NL:HR:1989:AD5725
4. ↑  Schutgens 2009, p. 164.
5. ↑  Wiarda, G.J. en Koopmans, T. 1999, p. 40.
6. ↑  ECLI:NL:PHR:2021:809
7. ↑  
HR 29 maart 1985, ECLI:NL:HR:1985:AG4689, NJ 1986/242, noot W.H. Heemskerk en noot L. Wichers Hoeth (Emka/Dupont). "rov. 3.2.";
HR 1 april 2011, ECLI:NL:HR:2011:BP2312, NJ 2011/220 ([…]/[…]). "r.o. 3.4.3";
HR 22 juni 2018, ECLI:NL:HR:2018:972, NJ 2018/429, noot S. Perrick (Bethanie/Rabobank). "rov. 3.4";
HR 5 juli 2019, ECLI:NL:HR:2019:1085. "r.o. 3.4.";
Zie ook Van der Wiel (red.), Cassatie 2019/162; Asser Procesrecht/Bakels, Hammerstein & Wesseling-van Gent 4 2018/24